# Bangsah
Bangsah is een bestuurslaag in het regentschap Sampang van de provincie Oost-Java, Indonesië. Bangsah telt 1151 inwoners (volkstelling 2010).